# Eleição para o Senado federal por Ohio em 2010
A eleição para o Senado dos Estados Unidos pelo estado norte-americano  de Ohio em 2010 foi realizada em 2 de novembro de 2010, e elegeu o senador que substituiu George Voinovich.
A eleição foi realizada juntamente com outras eleições para o senado, para a câmara dos representantes e para alguns governos estaduais.
As pesquisas mostravam que Rob Portman estava na frente do democrata Lee Fisher desde junho de 2010, quando Portman estava com 43% dos votos contra 39% de Fisher.
Portman foi eleito com 57% dos votos, tendo destaque nos condados de Mercer onde teve 76% dos votos e em Clermont onde teve 77% dos votos. 
Fisher venceu em 6 condados.